# Sentimental Value
Sentimental Value (Originaltitel: Affeksjonsverdi) ist ein Familiendrama von Joachim Trier. Der Film mit Renate Reinsve, Inga Ibsdotter Lilleaas, Elle Fanning, Stellan Skarsgård und Cory Michael Smith in den Hauptrollen ist eine Koproduktion von Norwegen, Dänemark, Schweden, Deutschland und Frankreich und handelt von zwei Schwestern, die nach dem Tod ihrer Mutter gezwungen sind, sich mit ihrem entfremdeten Vater auseinanderzusetzen, einem einst erfolgreichen Filmregisseur, der sein Comeback plant. Der Film feierte im Mai 2025 bei den Internationalen Filmfestspielen in Cannes seine Premiere und wurde dort mit dem Großen Preis der Jury ausgezeichnet. Der Kinostart in Frankreich ist im August 2025 geplant, in Norwegen Mitte September 2025 und in Deutschland Anfang Dezember 2025.

## Handlung
Nach dem Tod ihrer Mutter Sissel müssen sich die Schwestern Nora und Agnes Borg mit ihrem entfremdeten Vater Gustav auseinandersetzen, ein einst bekannter, mittlerweile aber fast vergessener Regisseur. Er hat sie verlassen, als sie beide noch klein waren. Die beiden Schwestern haben unterschiedliche Lebenswege eingeschlagen. Nora hat ihre Schauspielkarriere über alles andere gestellt, ihre jüngere Schwester Agnes hat sich für einen sicheren Job, ihren Ehemann und Kind entschieden.
Gustav hat ein autobiografisches Drehbuch geschrieben, von dem er glaubt, es sei seine Eintrittskarte zurück zum Ruhm, und bietet seiner Tochter Nora, die als Theaterschauspielerin tätig ist, die Hauptrolle in seinem nächsten Film an, diese lehnt jedoch kategorisch ab. Er will einen Film über seine Mutter in ihrem Elternhaus in Norwegen drehen, das ihm noch immer zum Teil gehört. Diese hatte sich dort aufgrund des Traumas der Folter durch die Nazis während des Krieges das Leben genommen.
Während einer Retrospektive seiner Filme in Frankreich lernt Gustav die Hollywood-Schauspielerin Rachel Kemp kennen und bietet ihr die Rolle an, die eigentlich für Nora bestimmt war. Als die Dreharbeiten in dem alten Holzhaus am Rande von Oslo beginnen, in dem Generationen der Familie gelebt haben, ergreift Gustav die Chance, seine Beziehung zu Nora und ihrer Schwester zu kitten.

## Produktion

### Filmstab und Besetzung
Regie führte Joachim Trier, der gemeinsam mit Eskil Vogt auch das Drehbuch schrieb. Die beiden Norweger arbeiteten bereits für die Filme Auf Anfang, Oslo, 31. August, Thelma und Der schlimmste Mensch der Welt zusammen. In Sentimental Value verwenden sie Rückblenden, die alle Hauptfiguren in unterschiedlichem Alter in dem Haus zeigen, das die einzige zeitüberdauernde Konstante ist.

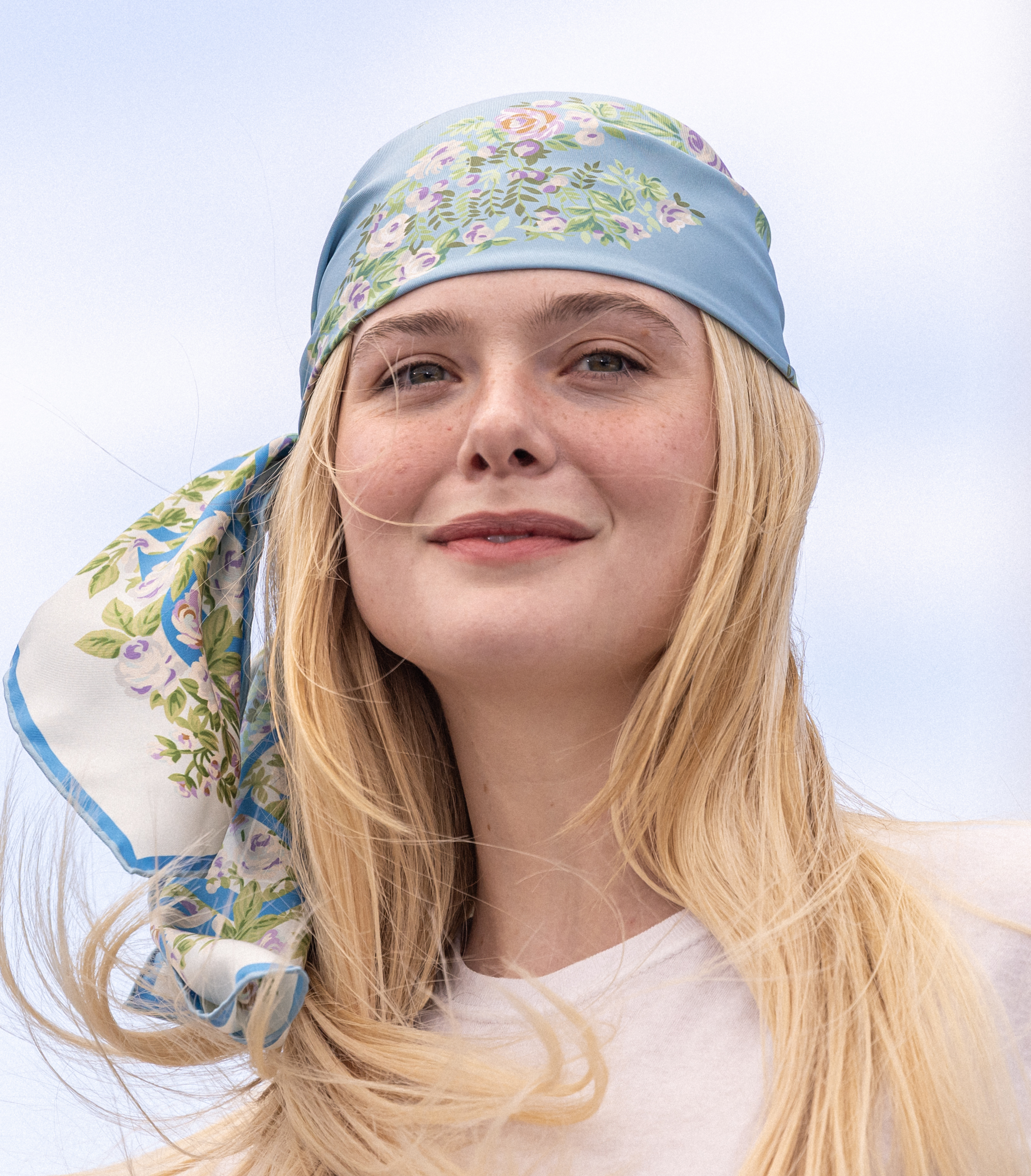
Elle Fanning spielt Rachel Kemp

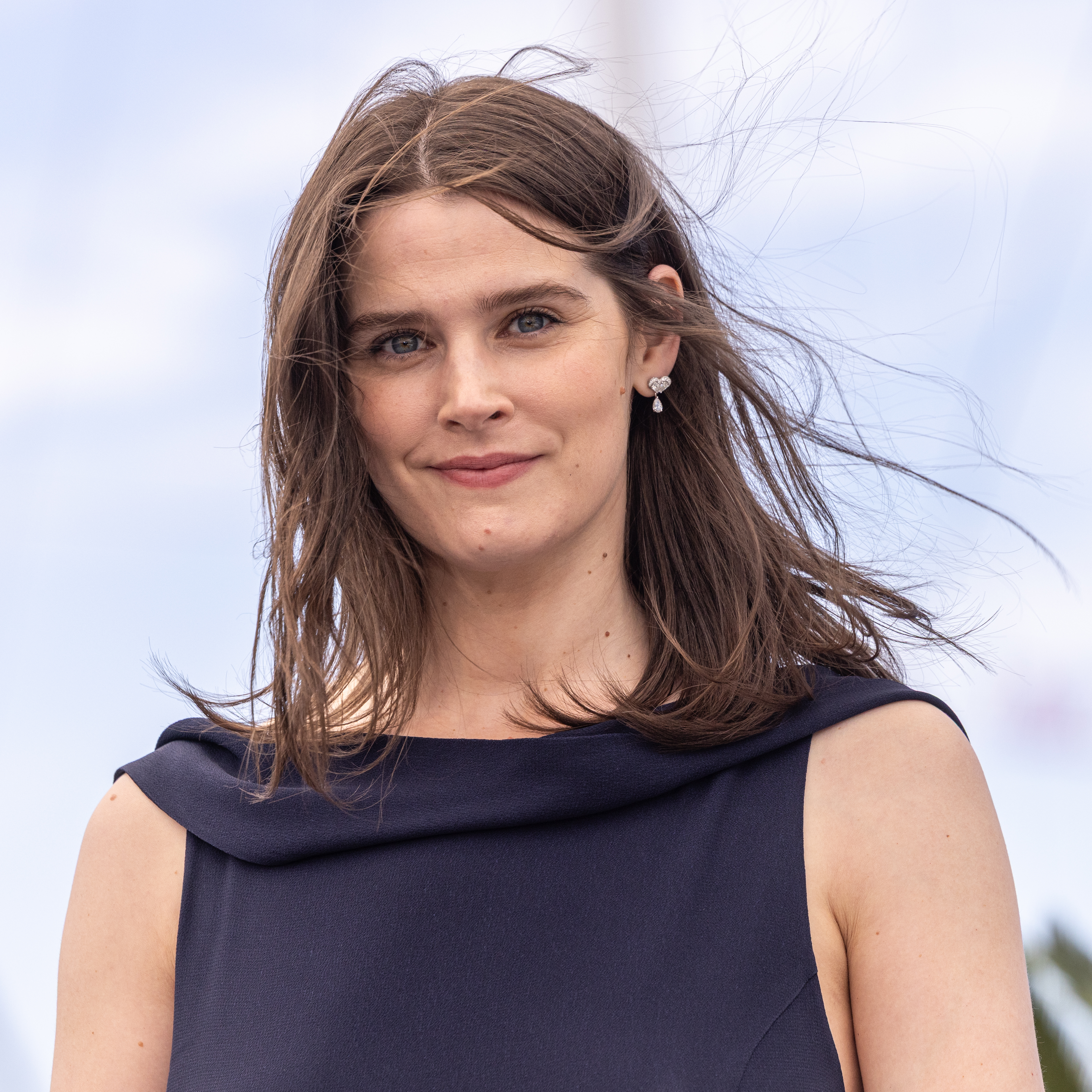
Inga Ibsdotter Lilleaasspielt Agens

Filmeditor Olivier Bugge Coutté war bereits für Triers und Vogts erste vier gemeinsame Filme tätig und zuletzt für King’s Land von Nikolaj Arcel, Baby to Go von Sophie Barthes, Kopenhagen gibt es nicht von Martin Skovbjerg und The Apprentice – The Trump Story von Ali Abbasi.
Die Hauptrollen der Schwestern Nora und Agnes wurden mit den Norwegerinnen Renate Reinsve und Inga Ibsdotter Lilleaas besetzt. Reinsve war bereits in Der schlimmste Mensch der Welt in der Hauptrolle zu sehen. Stellan Skarsgård spielt Agnes’ und Noras Vater Gustav, ein einst berühmter Regisseur. Elle Fanning ist in der Rolle der US-Schauspielerin Rachel Kemp zu sehen, der Gustav die Hauptrolle in seinem Comeback-Film gibt. Anders Danielsen Lie spielt in einer kleineren Nebenrolle Noras Schauspielerkollegen Jakob. In Der schlimmste Mensch der Weltspielte er Reinsves Lebenspartner. Weiter auf der Besetzungsliste finden sich der US-Amerikaner Cory Michael Smith und der Däne Jesper Christensen. Das Casting übernahmen Yngvill Kolset Haga, Avy Kaufman und Elise Vogel.

### Filmförderung und Dreharbeiten
Sentimental Value wurde von Eurimages mit rund 500.000 Euro gefördert. Die Filmförderungsanstalt gewährte eine Produktionsförderung in Höhe von 200.000 Euro. Weitere finanzielle Unterstützungen kamen vom Medienboard Berlin-Brandenburg, dem Dänischen, dem Norwegischen und dem Schwedischen Filminstitut und der schwedischen Film i Väst.
Die Dreharbeiten für den Film fanden von Mitte August bis Ende Oktober 2024 in der norwegischen Hauptstadt Oslo, in Frankreich, Belgien und im schwedischen Strömstad statt. Mit dem dänischen Kameramann Kasper Tuxen arbeiteten Trier und Vogt bereits für Der schlimmste Mensch der Welt zusammen und verwendeten für Sentimental Value denselben Look. Die Bilder seien laut Tuxen „scharf und doch charmant, echt und sanft, besonders in Nahaufnahmen“. Zur Verwendung kam eine ArriCam LT mit Cooke-5/i-Listen. Gedreht wurde auf 35-mm-Film.

### Filmmusik. Marketing und Veröffentlichung
Die polnische Pianistin und Komponistin Hania Rani war zuletzt für Wald von Elisabeth Scharang, Rosalie von Stéphanie Di Giusto und The Summer Book von Charlie McDowell tätig.
Die Premiere des Films war am 21. Mai 2025 bei den Internationalen Filmfestspielen in Cannes, wo er im Wettbewerb um die Goldene Palme konkurrierte. Hier stellte mk2 Films Sentimental Value auch beim Marché du film vor. Im Juni 2025 wurde der Film beim Sydney Film Festival vorgestellt. Ende Juni, Anfang Juli 2025 waren Vorstellungen beim Filmfest München. Hier wird Stellan Skarsgård mit dem CineMerit Award ausgezeichnet. Der erste Trailer wurde Anfang Juli 2025 vorgestellt. Mitte Juli 2025 eröffnete der Film das Jerusalem Film Festival. Im Juli und August 2025 sind Vorstellungen beim Hurtigruten Scandinavian Film Festival geplant und hiernach beim Locarno Film Festival und beim Toronto International Film Festival gezeigt werden. Am 20. August 2025 soll der Film in die französischen Kinos kommen. Die Rechte für Nordamerika sicherte sich das US-amerikanische Independent-Filmstudio Neon. Der Kinostart dort ist am 5. November 2025 geplant. Am 12. September 2025 soll der Film in die norwegischen Kinos kommen. Im weiteren Verlauf des Monats soll der Film das Filmkunstmesse Leipzig eröffnen. Ende September, Anfang Oktober 2025 sind Vorstellungen beim New York Film Festival geplant. Den Vertrieb in Deutschland übernimmt Plaion Pictures. Hier ist der Kinostart am 4. Dezember 2025 geplant. Mk2 kümmert sich um den internationalen Vertrieb.

## Rezeption

### Kritiken
Auf der Website Metacritic erhielt Sentimental Value eine Bewertung von 88 von 100 möglichen Punkten. Das Echo der Rezensenten wurde mit „einhelligem Beifall“ („universal acclaim“) bewertet. Von den auf der Website Rotten Tomatoes aufgeführten Kritiken sind 96 Prozent positiv.

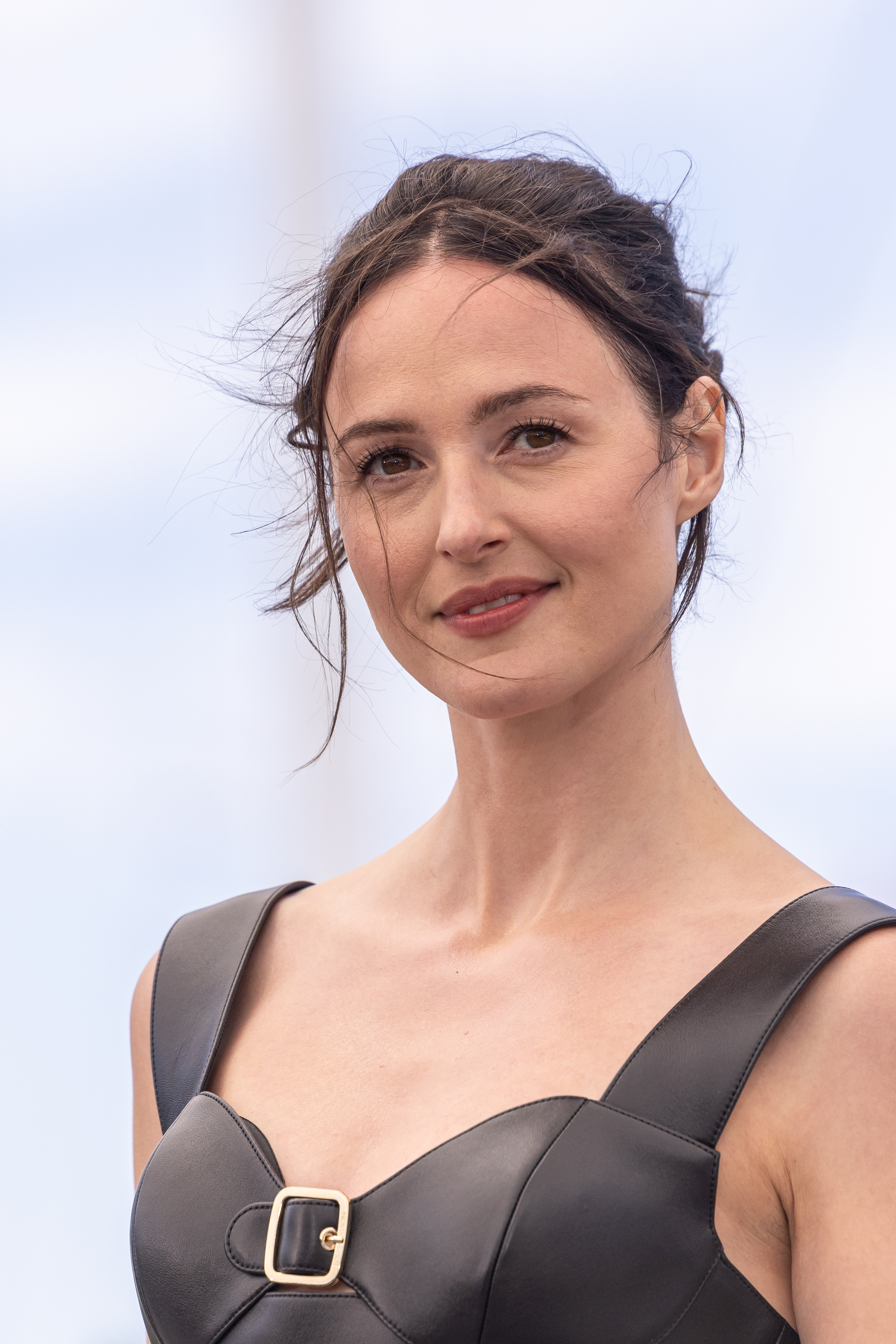
Renate Reinsve spielt seine Tochter Nora

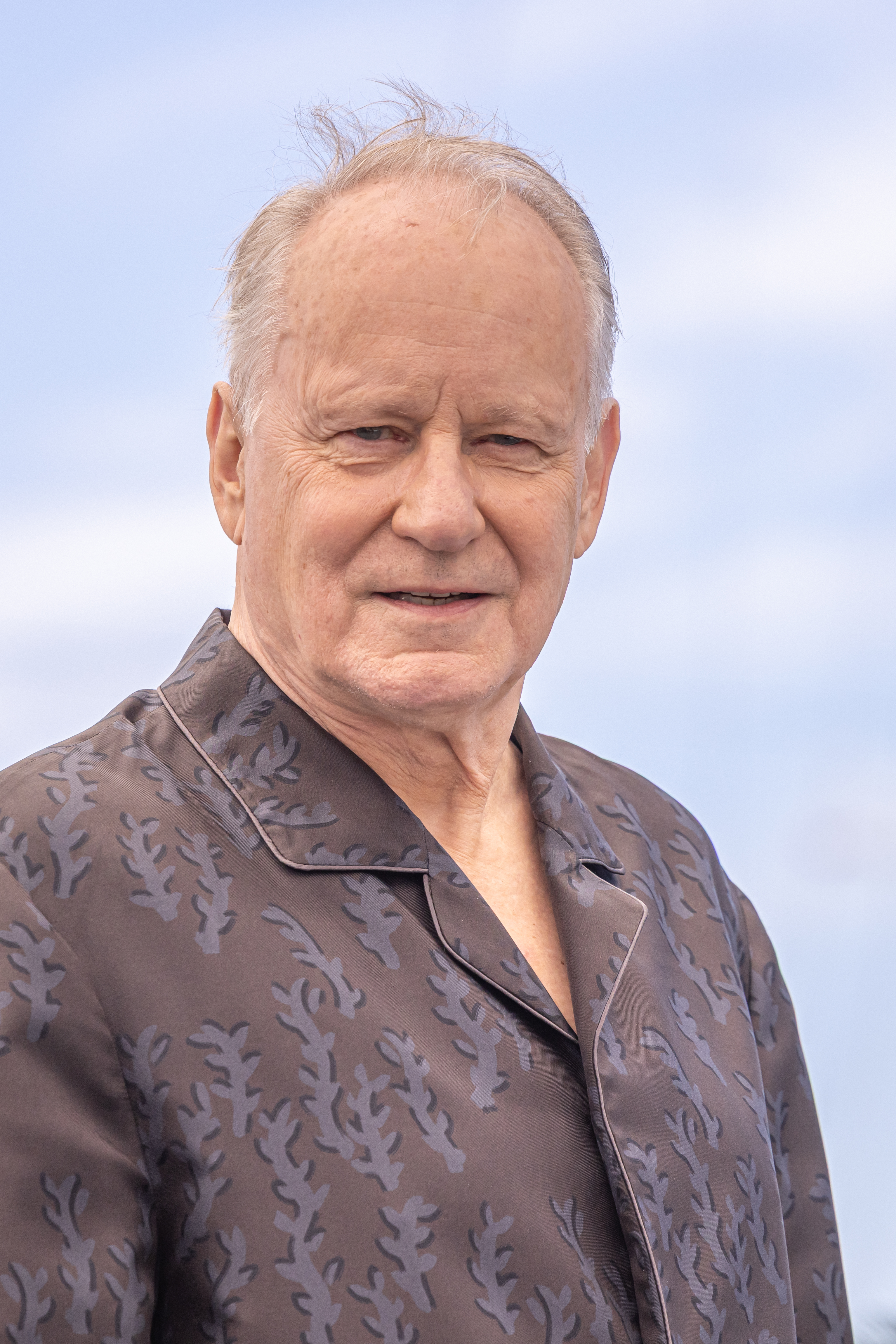
Stellan Skarsgård spielt Regisseur und Vater Gustav

Pete Hammond schreibt in seiner Kritik auf der amerikanischen Website Deadline, das Drehbuch von Joachim Trier und seinem langjährigen Schreibpartner Eskil Vogt schaffe es, dieses Familiendrama mit dezenten, ruhigen Momenten und unaufdringlicher Spannung zu durchdringen. Sentimental Value sei ein Film, der einen überrascht, meditativer als erwartet ist, aber auch nicht so schnell aus dem Kopf geht. Das Ende sei perfekt abgestimmt und das Warten wert, denn es sei menschlich und gehaltvoll, und es grenze an Sentimentalität. Die wahre Naturgewalt in Sentimental Value sei Stellan Skarsgård, und der Film lebe in jedem Moment auf, in dem er auf der Leinwand auftritt. Ebenso sei Inga Ibsdotter Lilleaas in der Rolle der jüngeren Schwater eine Offenbarung, ein echter Glücksgriff, und Elle Fanning sei einfach großartig in einer Nebenrolle. Explizit lobt Hammond auch das hervorragende Szenenbild von Jorgen Stangegye Larsen und die perfekte Kameraführung von Kaster Tuxen.
Thomas Schultze erklärt in seiner Kritik, Joachim Trier nutze die Konstruktion, dass sich Gustav auf einen Film vorbereitet, um einen fortlaufenden Kommentar zum Zustand des Kinos und seiner Industrie zu geben. Dies geschehe aber nie so fachidiotisch, dass man als Nicht-Insider außen vor bliebe. Trotz kluger Add-Ons, Farbtupfer, wie die geschickten Rückblenden, die die Geschichte des Familienhauses illuminieren, als würde man in die Sonne schauen oder einer Schlüsselszene aus einem alten Werk Gustavs, die viel über ihn erzählt, würden Trier und seine wackeren Mitstreiter vor und hinter der Kamera nie aus den Augen verlieren, worum es ihnen geht. Sie machten es mit den Mitteln des zärtlichsten Bergman-Films, den Bergman nie gemacht hat, und ließen die Figuren mit ihren Handlungen und Blicken sagen, wozu sie verbal niemals möglich wären. So führten sie das Publikum auf eine Reise, die das Familienhaus nie allzu weit verlässt, aber sich doch so anfühlt, als sei man mitgenommen worden in eine andere Galaxie und wieder zurück.
Michael Meyns, Filmkorrespondent der Gilde deutscher Filmkunsttheater, bemerkt zu diesem, gleich in der ersten Sequenz etabliere der Film das Haus der Familie als einen weiteren Hauptdarsteller. Dessen Geschichte werde in einer rasanten Montagesequenz erzählt, von Freud und Leid werde berichtet, das die Wände gehört haben, und davon was sich bei Parties auf den Dielen abgespielt hat.

### Auszeichnungen

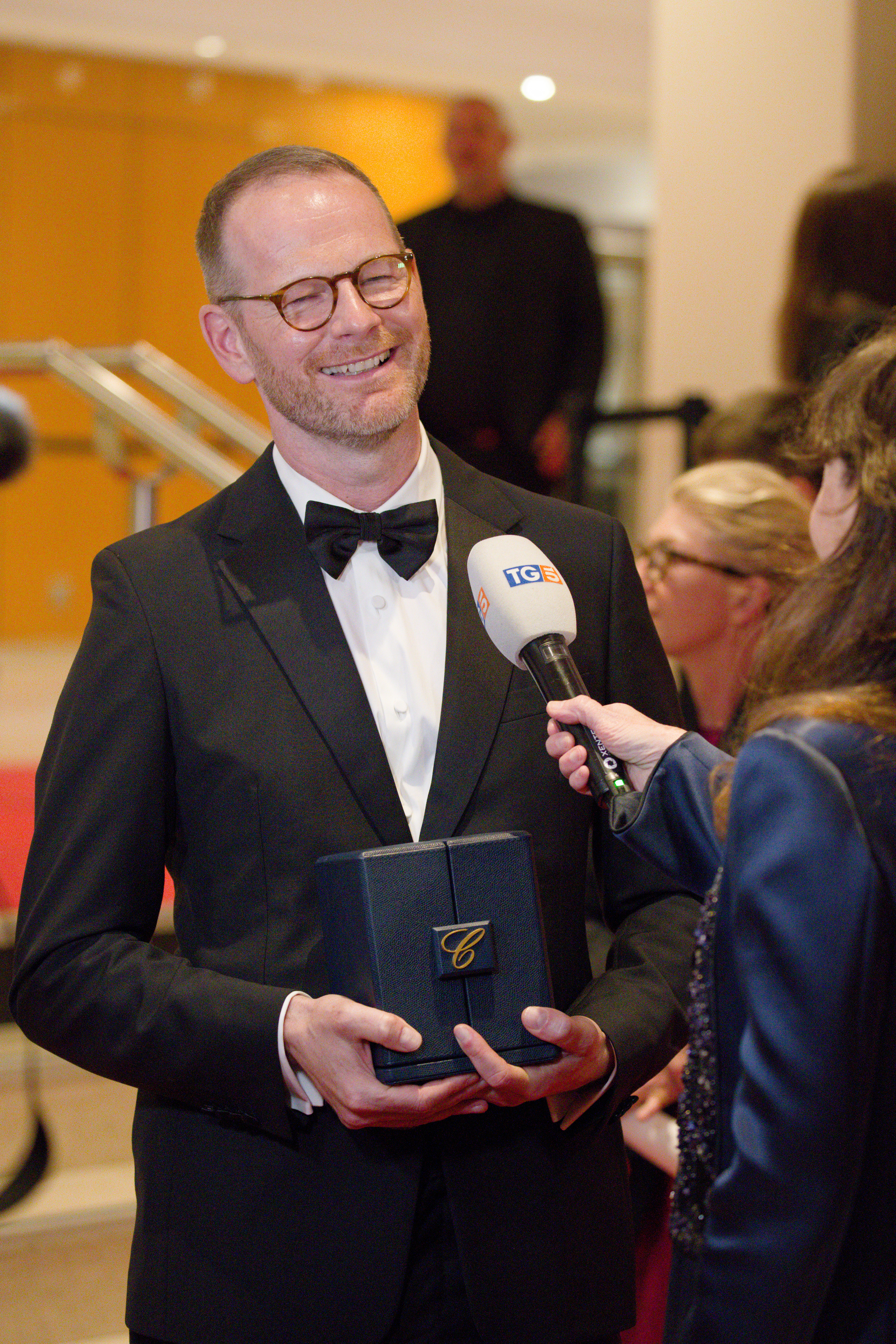
Regisseur Joachim Trier im Mai 2025 in Cannes nach der Preisverleihung

Brussels International Film Festival 2025
- Nominierung im Internationalen Wettbewerb
- Auszeichnung mit dem Preis der Jury (Joachim Trier)[28][29]

Filmfest München 2025
- Nominierung im Wettbewerb CineCoPro (Janine Jackowski	und Jonas Dornbach)
- Auszeichnung mit dem Publikumspreis als Bester internationaler Spielfilm[30]

Internationale Filmfestspiele von Cannes 2025
- Nominierung für die Goldene Palme (Joachim Trier)
- Auszeichnung mit dem Großen Preis der Jury (Joachim Trier)